# Àrees funcionals del País Basc
Les àrees funcionals del País Basc són àrees integradores d'espais urbans i rurals, àmbits que permeten una ordenació del territori propera als ciutadans, i l'establiment de capçaleres per consolidar una xarxa de ciutats mitjanes essencials per crear noves opcions de desenvolupament i prestar serveis de caràcter comarcal a tota l'àrea funcional. Les Directrius d'Ordenació del Territori del Govern Basc estableixen els eixos d'actuació sobre el medi ambient, els recursos naturals, el paisatge, els espais urbans, industrials i rurals, les infraestructures i equipaments del patrimoni històric i cultural. Les àrees d'influència constitueixen la base de referència per al desenvolupament harmònic i coordinat de la Comunitat i es fonamenten en criteris d'interconnexió i integració, de tal manera que els plans territorials i sectorials, així com el planejament municipal, no siguin elaborats de forma independent entre si, sinó que tots persegueixin objectius coherents.

## Àrees funcionals del País Basc[3]
Vitòria i Àlaba Central.
- Dulantzi
- Armiñon
- Arraia-Maeztu
- Arratzu-Ubarrundia
- Asparrena
- Barrundia
- Berantevilla
- Bernedo
- Kanpezu
- Zigoitia
- Kuartango
- Burgelu
- Iruña Oka
- Iruraitz-Gauna
- Lagran
- Lantaron
- Otxandio
- Urizaharra
- Erriberagoitia
- Erriberabeitia
- Añana
- Agurain
- Donemiliaga
- Ubide
- Urkabustaiz
- Gaubea
- Harana
- Legutio

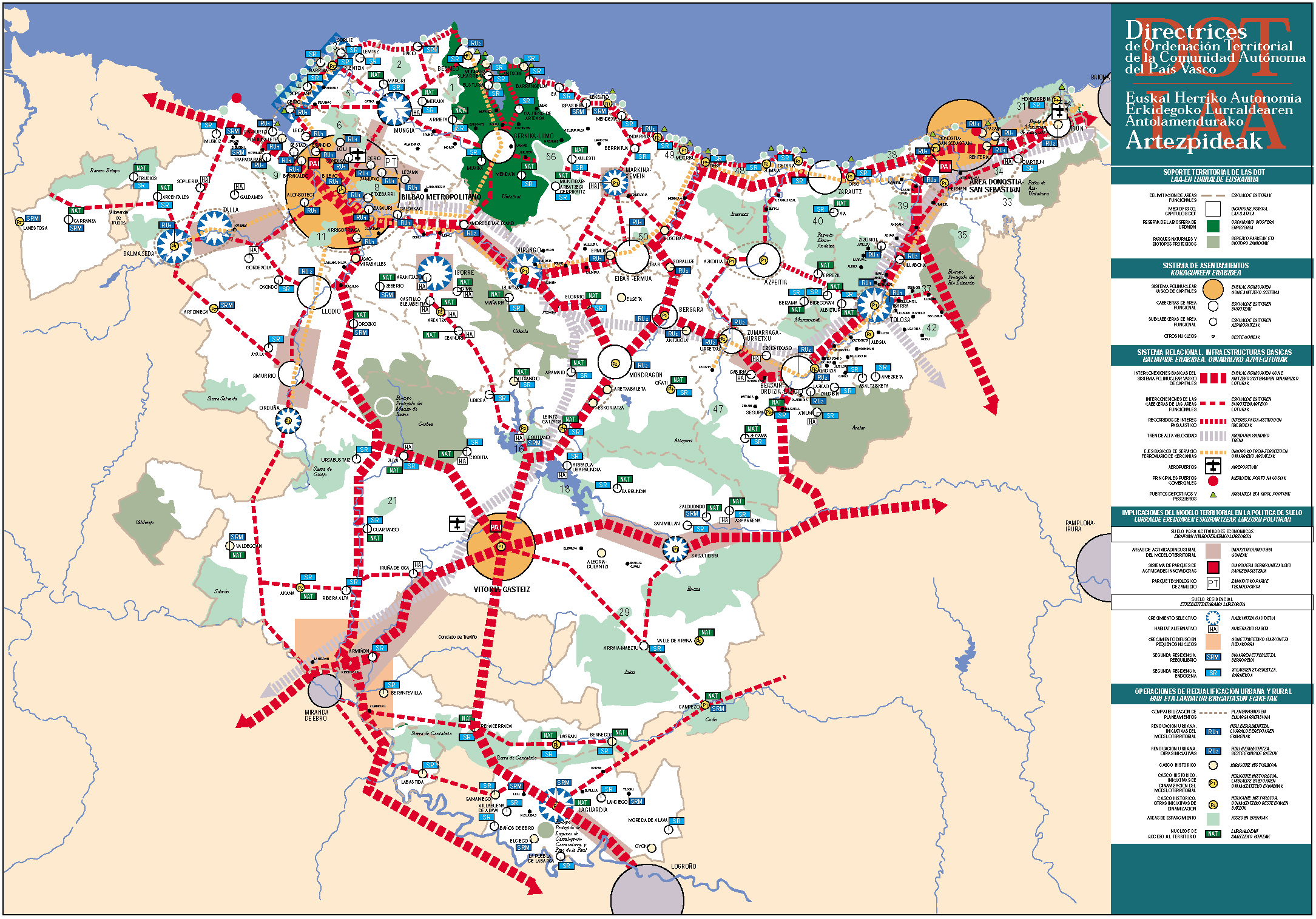
Directrius d'organització territorial del País Basc.

Municipis del País Basc.

- Vitòria (Cap d'àrea i del sistema polinuclear de capitals basques).
- Zalduondo
- Zanbrana
- Zuia

Laguardia.
- Mañueta/Baños de Ebro
- Kripan
- Eltziego
- Bilar
- Labastida
- Laguardia (Cap d'àrea).
- Lantziego
- Lapuebla Labarka
- Leza
- Moreda Araba
- Navaridas
- Oion
- Samaniego
- Villabuena de Álava
- Ekora

Laudio.
- Amurrio (Subcap d'àrea).
- Arakaldo
- Artziniega
- Aiara
- Laudio (Cap de l'àrea).
- Orduña
- Orozko
- Okondo

Sant Sebastià.
- Andoain
- Astigarraga
- Hernani
- Hondarribia
- Irun
- Lasarte-Oria
- Lezo
- Oiartzun
- Pasaia
- Errenteria
- Sant Sebastià (Cap d'àrea i del sistema polinuclear de capitals basques).
- Urnieta
- Usurbil

Beasain-Zumarraga.
- Altzaga
- Arama
- Ataun
- Beasain (Cap d'àrea).
- Zegama
- Zerain
- Ezkio-Itsaso
- Gabiria
- Gaintza
- Idiazabal
- Itsasondo
- Lazkao
- Legazpi
- Legorreta
- Mutiloa
- Olaberria
- Ordizia
- Ormaiztegi
- Segura
- Urretxu
- Zaldibia
- Zumarraga (Subcap d'àrea).

Eibar.
- Deba
- Eibar (Cap d'àrea)
- Elgoibar
- Ermua
- Mallabia
- Mendaro
- Mutriku
- Soraluze

Arrasate-Bergara.
- Antzuola
- Aramaio
- Aretxabaleta
- Elgeta
- Eskoriatza
- Arrasate (Cap d'àrea).
- Oñati
- Leintz-Gatzaga
- Bergara (Subcap d'àrea).

Tolosa.
- Abaltzisketa
- Aduna
- Albiztur
- Alegia
- Alkiza
- Altzo
- Amezketa
- Anoeta
- Asteasu
- Baliarrain
- Belauntza
- Berastegi
- Berrobi
- Bidegoian
- Zizurkil
- Gaztelu
- Elduain
- Hernialde
- Ibarra
- Ikaztegieta
- Irura
- Larraul
- Leaburu
- Lizartza
- Orendain
- Orexa
- Tolosa (Cap d'àrea).
- Villabona-Amasa

Zarautz-Azpeitia.
- Aia
- Aizarnazabal
- Azkoitia
- Azpeitia (Subcap d'àrea).
- Beizama
- Zestoa
- Errezil
- Getaria
- Orio
- Zarautz (Cap d'àrea).
- Zumaia

Bilbao metropolità.
- Abanto-Zierbena
- Alonsotegi
- Arrankudiaga
- Arrigorriaga
- Barakaldo
- Barrika
- Basauri
- Berango
- Bilbao (Cap d'àrea i del sistema polinuclear de capitals basques).
- Derio
- Erandio
- Etxebarri
- Galdakao
- Getxo
- Gorliz
- Larrabetzu
- Leioa
- Lemoiz
- Lezama
- Lujua
- Muskiz
- Ortuella
- Plentzia
- Portugalete
- Santurtzi
- Sestao
- Sondika
- Sopela
- Ugao
- Urduliz
- Trapagaran
- Zamudio

Balmaseda-Zalla.
- Artzentales
- Balmaseda (Cap d'àrea).
- Karrantza
- Galdames
- Gordexola
- Güeñes
- Lanestosa
- Sopuerta
- Turtzioz
- Zalla

Durango.
- Abadiño
- Atxondo
- Amorebieta-Etxano
- Berriz
- Durango (Cap d'àrea)
- Elorrio
- Garai
- Iurreta
- Izurtza
- Mañaria
- Zaldibar

Gernika-Markina.
- Ajangiz
- Amoroto
- Arratzu
- Aulesti
- Bermeo
- Berriatua
- Busturia
- Ea
- Elantxobe
- Ereño
- Etxebarria
- Forua
- Gautegiz-Arteaga
- Gernika-Lumo (Cap d'àrea).
- Gizaburuaga
- Ibarrangelu
- Ispaster
- Kortezubi
- Lekeitio
- Markina-Xemein (Subcap d'àrea).
- Mendata
- Mendexa
- Morga
- Mundaka
- Munitibar
- Murueta
- Muxika
- Nabarniz
- Ondarroa
- Sukarrieta
- Errigoiti

Igorre.
- Arantzazu
- Artea
- Bedia
- Zeanuri
- Dima
- Igorre (Cap d'àrea).
- Lemoa
- Areatza

Mungia.
- Arrieta
- Bakio
- Fruiz
- Gamiz-Fika
- Gatika
- Laukiz
- Jatabe
- Meñaka
- Mungia (Cap d'àrea).